# Борисюк, Виталий Николаевич
Виталий Николаевич Борисюк (укр. Віталій Миколайович Борисюк; род. 18 июля 1963, Киев) — украинский актёр театра и кино, телеведущий, продюсер, певец, гитарист. Кавалер международного ордена Святого Станислава IV степени. Заслуженный артист Украины (2021).

## Биография
Родился 18 июля 1963 года в Киеве. Окончил школу № 88.
В 1988 году окончил Киевский государственный институт театрального искусства имени Карпенко-Карого (мастерская Бориса Ставицкого).
С 1988 года — актёр Киевского Национального театра русской драмы имени Леси Украинки.
Снимался в фильмах и сериалах «Роксолана: Любимая жена Халифа», «Золотые парни», «Дни надежды», «Гений пустого места», «Я тебя никогда не забуду», «Возвращение Мухтара», «След оборотня», «Кукла», «Случайная запись» и других.
Работал ведущим шоу «Хочу замуж». Создал собственную продюсерскую компанию. Руководитель Творческого центра «Золотой телец».
В 2021 году как певец принял участие в вокальном шоу Голос страны на украинском телеканале 1+1.

## Семья
Женат на актрисе Ольге Сумской (род. 22 августа 1966). С ней воспитывает дочь Анну (род. 2 марта 2002).

## Творчество

### Театральные работы
- «Сеньор из высшего общества» роль  Антонио  (режиссёр Анатолий Хостикоев)
- «Сублимация любви» (Альдо де Бенедетти) роль  Пьетро

### Роли в кино
- 2013 «Агент» — Леньшин, ученый-микробиолог
- 2012 «Защитница» — Вадим Мангул («Монгол»)
- 2011 «Я тебя никогда не забуду» — Витя-Коза
- 2011 «Картина мелом» — Николай Павлович Петренко, юрист «Трансинвест»
- 2009 «Случайная запись» — Сергей Петрович Мороз
- 2009 «Акула» — Калатай
- 2008 «Гений пустого места» — Дмитрий Пилюгин[5]
- 2007 «Дни надежды» — человек Нади
- 2006 «Возвращение Мухтара-3» — Станислав
- 2005 «Золотые парни» — Борис Разживин, майор милиции
- 2005 «Возвращение Мухтара — 2» - Валерий, брат Елены Брусникина
- 2003 «Роксолана 3. Владычица империи» — Алан Бэй
- 2002 «Кукла» — Евдокимов по прозвищу «Монгол»
- 2002 «Бездельники» — Виктор
- 2001 «След оборотня» — Артур Конокрадов
- 1997 «Роксолана 2. Любимая жена Халифа» — Алан-бей
- 1997 «Роксолана 1. Настюня» — Сати-паша
- 1996 Операция «Контракт»
- 1995 «Репортаж» — эпизод
- 1994 «Тигроловы» — Григорий, брат Натальи
- 1992 «Человек из команды» Альфа — эпизод
- 1992 «Стамбульский транзит» — Толя Мищенко
- 1986 «Дом отца твоего» — Павлик, младший сын Платона

## Ссылка
- Виталий Борисюк (англ.) на сайте Internet Movie Database
- Виталий Борисюк: «Мой прапрадед прожил 116 лет, а своего сына» родил «в 58 …»
- Виталий Борисюк: «Актер на Украине должна быть» многостаночником"